# Hypolycaena orejus
Hypolycaena orejus är en fjärilsart som beskrevs av Carl Heinrich Hopffer 1855. Hypolycaena orejus ingår i släktet Hypolycaena och familjen juvelvingar. Inga underarter finns listade i Catalogue of Life.